# Baba Yetu
"Baba Yetu" es una pieza del compositor Christopher Tin, compuesta en 2005 cuando el diseñador de videojuegos Soren Johnson, su antiguo compañero de habitación en Stanford, le solicitó componer el tema principal del videojuego Civilization IV y que posteriormente fue interpretada por Ron Ragin y los Stanford Talisman. Fue publicada nuevamente en el álbum Calling All Dawns de Christopher Tin, en donde fue interpretada por Ron Ragin y los Soweto Gospel Choir.
En 2007, Baba Yetu fue publicada por Alfred Music Publishing, y en 2011 fue arreglada para coro a cappella SATB con acompañamiento de percusión opcional.

## Reconocimientos
El 5 de diciembre de 2010 se hizo pública la nominación de Baba Yetu para los 53rd Annual Grammy Awards en la categoría de Mejor acompañamiento instrumental para vocalista, convirtiéndose en el primer tema para videojuegos en ser nominado a un premio Grammy. Posteriormente, el 13 de febrero de 2011 se reveló su triunfo en dicha categoría, convirtiéndose también en el primer tema de videojuego en obtener un premio Grammy.
En la décima edición de los Independent Music Awards, Baba Yetu triunfó en la categoría "Tema usado en Filme/TV/Multimedia' y en la de World Beat Song. En los 2006 Game Audio Network Guild (GANG) Awards obtuvo adicionalmente dos premios.
La pieza se ha presentado en diversas localidades y eventos, incluyendo la Fuente de Dubái, el Centro Kennedy, el Royal Festival Hall, el Hollywood Bowl, y el concierto de año nuevo de la septuagésima séptima asamblea general de las Naciones Unidas.

## Letra
La letra de Baba Yetu es una traducción al idioma suajili del padrenuestro
| Suajili | Español |
| "Baba Yetu" | "Baba Yetu" |
| --- | --- |
| Baba yetu, yetu uliye Mbinguni yetu, yetu. Amina! Baba yetu, yetu uliye M jina lako e litukuzwe. Utupe leo chakula chetu tunachohitaji, Utusamehe makosa yetu, hey! Kama nasi tunavyowasamehe waliotukosea. Usitutie katika majaribu, Lakini utuokoe, na yule, mwovu e milele. Ufalme wako ufike, Utakalo lifanyike Duniani kama Mbinguni. Amina. | Padre Nuestro, que estás en el cielo. ¡Amen! Padre Nuestro, Santificado sea tu nombre. Danos el pan nuestro de cada día, perdónanos nuestras ofensas como nosotros perdonamos a los que nos ofenden. No nos dejes caer en tentación Líbranos para siempre del mal. Venga a nosotros tu reino, hágase tu voluntad en la tierra como en el cielo. Amen. |